# Helanthium
Helanthium là chi thực vật có hoa trong họ Alismataceae.

## Loài
Thời điểm tháng 5/2014, có 3 loài được công nhận trong chi này:
- Helanthium bolivianum (Rusby) Lehtonen & Myllys - nam Mexico, Tây Ấn, Trung Mỹ, Nam Mỹ.
- Helanthium tenellum (Mart. ex Schult.f.) J.G.Sm. in N.L.Britton - đông Hoa Kỳ (từ Texas đến Florida, phía bắc đến Michigan và Massachusetts), phía nam Mexico, Tây Ấn, Trung Mỹ, Nam Mỹ.
- Helanthium zombiense (Jérémie) Lehtonen & Myllys - Jamaica, các đảo của Guadeloupe